# Masters de snooker seniors
Les Masters seniors (Seniors Masters en anglais) sont un tournoi de snooker professionnel et comptant pour la tournée mondiale seniors.
Le tenant du titre est Joe Johnson. Il avait battu l'Anglais Barry Pinches en finale 2 à 1.

## Histoire
L'évènement fait son apparition lors de la saison 2017-2018 dans le cadre de la tournée mondiale seniors. La première édition est remportée par Cliff Thorburn. Il était d'ailleurs l'évènement de clôture de la tournée seniors de la saison 2017-2018 de snooker.

## Palmarès
| Année | Vainqueur      | Finaliste       | Score | Saison    |
| ----- | -------------- | --------------- | ----- | --------- |
| 2018  | Cliff Thorburn | Jonathan Bagley | 2-1   | 2017-2018 |
| 2019  | Joe Johnson    | Barry Pinches   | 2–1   | 2018-2019 |